# ارا ۳۰
ارا ۳۰ (ERA 30) نوعی خودروی بریتانیایی بود.
این خودرو در کلاس رودستر قرار گرفته، طراحی آن خودروهای موتور وسط عقب-محور عقب بوده طول آن در حالت طبیعی ۳٫۵۰ متر (۱۳۷٫۸ اینچ) و  وزن آن در حالت طبیعی ۴۶۰ کیلوگرم (۱٬۰۱۴ پوند)  است.
موتور آن ۱۸۰۰ سی‌سی  است.